# Lichana
Lichana (em árabe: لشانة) é uma cidade e comuna localizada na província de Biskra, Argélia. Segundo o censo de 2008, a população total da cidade era de 9 852 habitantes.